# انطلاق محمد علي
انطلاق محمد علي (1963م) هي كاتبة ورسامة تصويرية عراقية، تتمحور اهتماماتها في مجال ثقافة الأطفال واليافعين. أصدرت عددًا مجلات الأطفال العربية، وكتب البالغين وأفلام الرسوم المتحركة للأطفال وتتعدى خبرتها في هذا المجال أكثر من 30 سنة، كما حازت 9 جوائز عالمية وشاركت بما يقارب 55 مشاركة دولية وعربية.

## مشوارها الأدبي
ولدت انطلاق في بغداد. وكانت بداية مشوارها في العام 1981، بدار ثقافة الطفل بعد تخرجها من الصف السادس اعدادي. كان حلمها الالتحاق بكلية الفنون الجميلة ولكنها لم تقبل لكون الانتساب لحزب البعث أحد شروط القبول للدراسة في الكلية، فبدأت بالتدريب على الرسم وتعلمت الكثير، ووجدت أن عالم الأطفال واليافعين هوا شغفها الأساسي. في العام 1998 استطاعت أن تلتحق بكلية الفنون الجميلة والبدء بالدراسة في مجال التصميم الطباعي، ولكن بعد أشهر قررت ترك الكلية والتركيز على حلمها في دار ثقافة الطفل، لما رآته من فروقات واختلافات بين ما أنجزته في الدار وبين الدراسة.

## مجلات الأطفال
لها في مجال مجلات الأطفال:
- مجلة أطفال اليوم، الإمارات العربية المتحدة، 2006
- مجلة براعم عمان، الأردن، 2000
- مجلة وسام، الأردن، 1992 – 1995
- مجلة العربي الصغير، الكويت، – 1989- 1990[9]

## كتب الأطفال
ألّفت الكاتبة والرسامة انطلاق كتبًا للأطفال، منها:
- كتاب أنا البراق، دار البراق، العراق، 2010
- كتاب ابن بطوطة، دار كلمات، الإمارات العربية 2009
- كتاب جنة الأبرار للصغار، الامارات العربية، 2008
- كتاب حكايتان، دار الحدائق، لبنان، 2006
- كتاب سبحان الله، دار الحدائق، لبنان، 2005
- كتاب نقوش غريبة، اليونسكو، بيروت، 2004
- كتاب أنا مسلم، شركة الأقمار، العراق، 2003
- كتاب قرية المرجان، دار الحدائق، لبنان، 2002
- كتاب الجمل الجميل، دار الحدائق، لبنان، 2000
- كتاب حكايات أبي، دار ثقافة الأطفال، العراق، 1997
- كتاب إنان ابنة بابل، دار ثقافة الأطفال، العراق، 1996[9]

## أفلام الرسوم المتحركة
أضافت انطلاق بصمتها في مجال أفلام الرسوم المتحركة، فعملت في استوديو «النهج ـ الشراع» للرسوم المتحركة، واستوديو «لنا» للرسوم المتحركة ولها 6 أغانيات مختلفة خاصة بالأطفال. وشاركت في مسلسل مزرعة العم سالم ومسلسل جحا وحكاياته المرحة.
صممت ورسمت شخصيات أغنية أمي التي أنتجها استوديو«النهج ـ الشراع» بطريقة الرسوم الورقية المتحركة، وعملت على فيلم نورا والقلم في استوديو «لنا». كما استطاعت بالتعاون مع اليونيسف ووزارة الصحة في العراق العمل على 16 فيلمًا قصيرًا يحكي عن حقوق الطفل.

## الجوائز
- الجائزة الأولى في مسابقة كتاب الطفل، جمعية البيئة الأردنية – عمان/الأردن، 1992
- الجائزة الأولى في مسابقة ملصق البيئة، جمعية البيئة الأردنية – عمان /الأردن، 1993
- الجائزة التقديرية في مسابقة نوما لرسوم كتب الأطفال المصورة – اليابان، 1994
- الجائزة الأولى في مسابقة ملصق البيئة، جمعية البيئة الأردنية،1994
- الجائزة التقديرية في مسابقة نوما لرسوم كتب الأطفال المصورة، 1996
- الجائزة التقديرية في مسابقة نوما لرسوم كتب الأطفال المصورة، اليابان، 1998
- الجائزة التقديرية في مسابقة نوما لرسوم كتب الأطفال المصورة، اليابان، 2000
- جائزة أفضل كتب الأطفال إخراجا، معرض بيروت الدولي للكتاب، 2007
- جائزة متحف الإمام علي (عليه السلام)، طهران، 2007[9]

## وصلات خارجية
- موقع انطلاق محمد علي
- هكذا تتغير الألوان
- انطلاق محمد علي: عالم الأطفال حدّه الخيال
- الفنّانة العراقيّة إنطلاق محمد علي من كنوز الطّفولة العربيّة وأميرات الرّسم